# Elvin Alvarado
Elvin Ronaldo Alvarado Sánchez (ur. 23 sierpnia 1998 w San Salvador) – salwadorski piłkarz występujący na pozycji lewego pomocnika, reprezentant Salwadoru, od 2023 roku zawodnik Municipalu Limeño.